# Ludwig Sütterlin

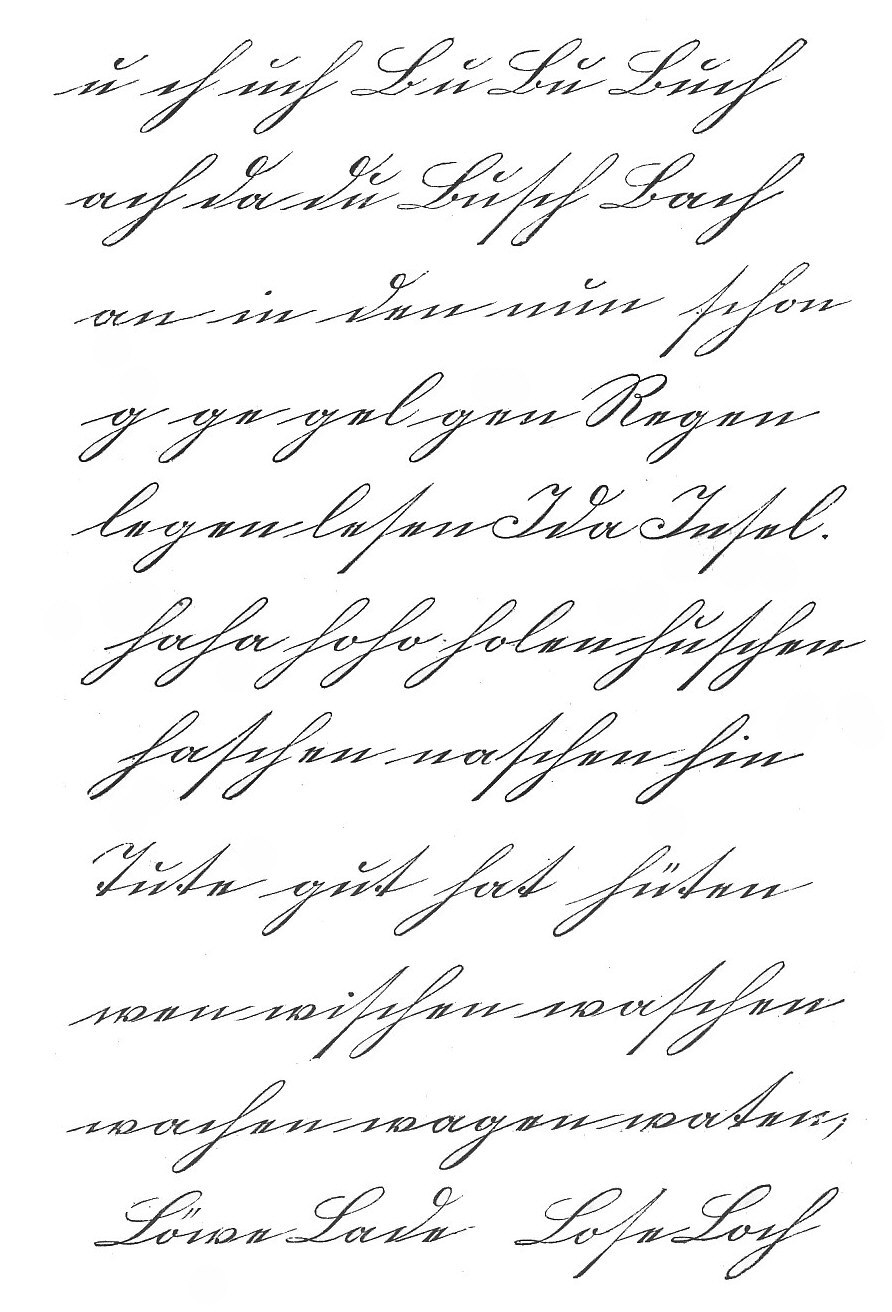
Pismo Sütterlina – kursywa

Ludwig Sütterlin (ur. 15 lipca 1865 w Lahr/Schwarzwald, zm. 20 listopada 1917 w Berlinie) – niemiecki grafik i pedagog, twórca pisma ręcznego noszącego jego nazwisko, tzw. Sütterlinschrift, które przez wiele lat służyło w niemieckich szkołach jako pismo dla najmłodszych uczniów.

## Życiorys
Ludwig Sütterlin urodził się 15 lipca 1865 w Lahr w Schwarzwaldzie. Niewiele wiadomo na temat jego lat młodzieńczych, ok. 1890 przeprowadził się najprawdopodobniej do Berlina, gdzie rozpoczął prace jako grafik. Był uczniem Emila Döplera i Maxa Friedricha Kocha. Projektował plakaty, wyroby ze szkła i skóry. W 1896 otrzymał pierwszą nagrodę w konkursie na plakat reklamujący Berlińską Wystawę Przemysłową – projekt przedstawiający dłoń zaciśniętą na młocie (symbol rzemiosła i ruchu robotniczego) przebijającą się z ziemi był nie tylko nowatorski, lecz także odważny politycznie. 
Sütterlin był wykładowcą Zakładu pedagogicznego przy Królewskim Muzeum Rzemiosła Artystycznego w Berlinie (niem. Unterrichtsanstalt des königlichen Kunstgewerbemuseums zu Berlin), przekształconym później w Zjednoczone Szkoły Państwowe Sztuki Wolnej i Stosowanej (niem. Vereinigte Staatsschulen für freie und angewandte Kunst). 
W roku 1911 na zlecenie pruskiego ministerstwa kultury zaprojektował pismo do początkowej nauki pisania w wersji niemieckiej i łacińskiej. Pismo to było wprowadzane w szkołach niemieckich od roku 1915 – w 1934 wprowadzone ustawowo i obowiązywało od 1935 roku do 1941, w niektórych krajach Republiki Federalnej Niemiec, np. w kraju Saary do lat 50., w Turyngii (NRD) do lat 60. XX wieku. Pismo wyróżniało się eliminacją wielu elementów łukowych, wskutek czego większość liter została uproszczona do kształtu zygzaków. 
Sütterlin zmarł 20 listopada 1917 roku w Berlinie.

## Wybrane publikacje
- Ludwig Sütterlin: Neuer Leitfaden für den Schreibunterricht (Nowy przewodnik do nauki pisania). Berlin: 1926. (niem.). Brak numerów stron w książce